# Spanyol vasúttársaságok listája

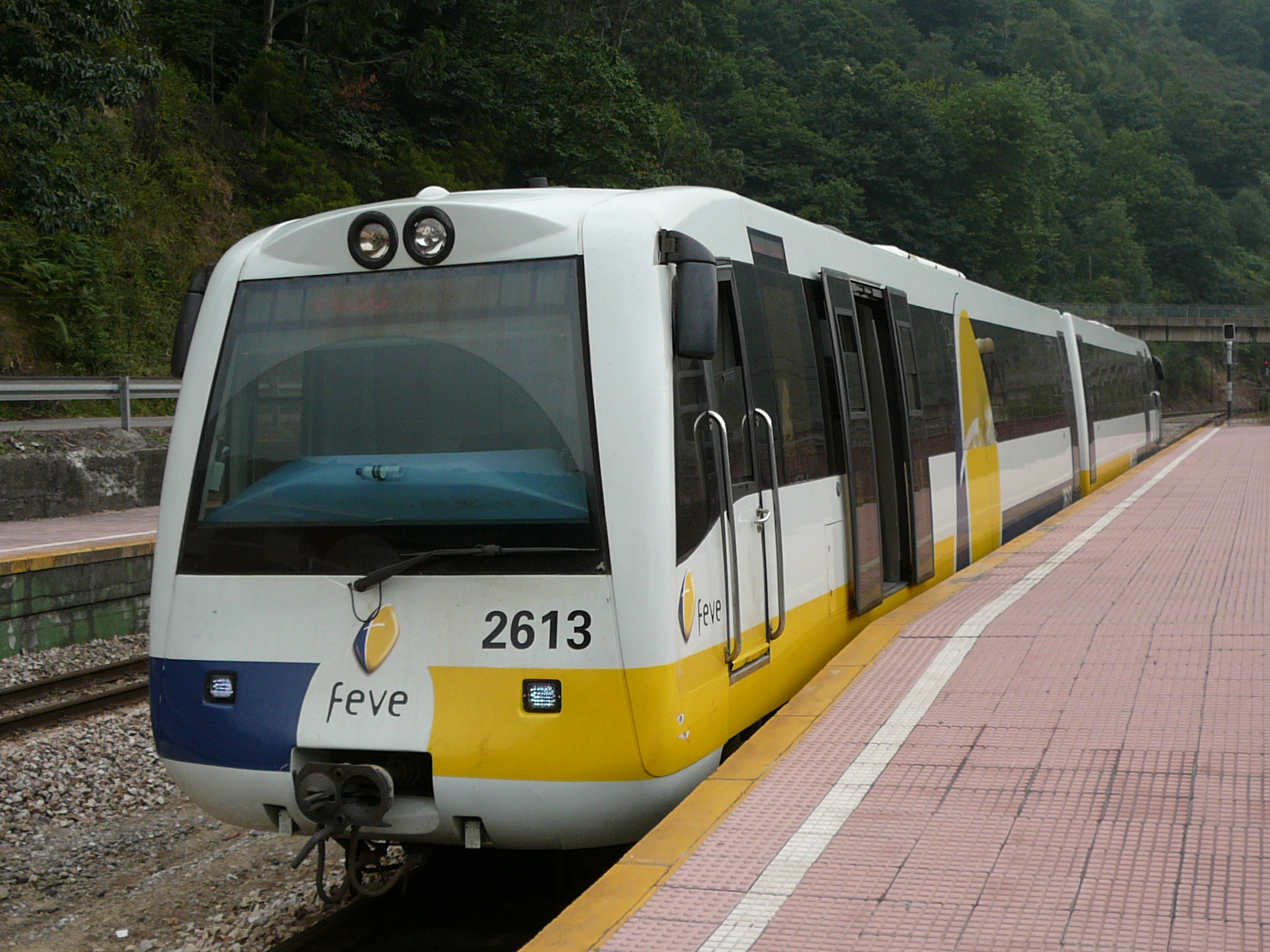
Egy FEVE dízel motorvonat indulásra készen

Ez a lista a spanyol vasúttársaságok nevét tartalmazza.

## Vasúttársaságok
- RENFE - Red Nacional de los Ferrocarriles Españoles
  - Alaris - minőségi regionális személyszállítás
  - Euromed - nagysebességű személyszállítás széles nyomtávon
  - AVE - nagysebességű személyszállítás normál nyomtávon
- ARS - Acciona Rail Services
- CR - Construrail
- EuskoTren (former FV/ET)
- FEVE - Ferrocarriles Españoles de Via Estrecha
- FGC - Ferrocarrils de la Generalitat de Catalunya
- FGV - Ferrocarrils de la Generalitat Valenciana
- FS - Ferrocarril de Soller
- MSP - Minero Siderúrigica de Pontferrada
- SFM - Serveis Ferroviaris de Mallorca
- Továbbá vasútépítő- és karbantartó vállalatok